# Lista de canções gravadas por Britney Spears

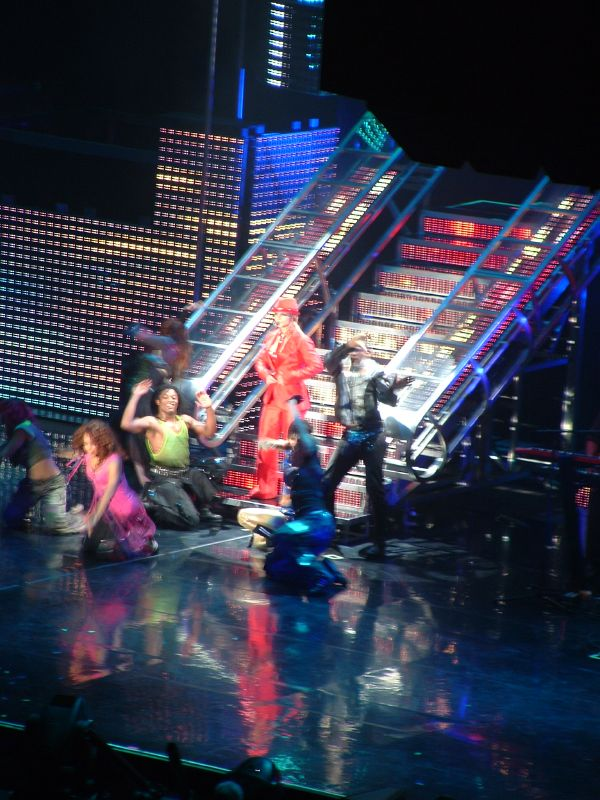
Spears interpretando "Me Against the Music", canção contida em seu álbum In the Zone durante a turnê The Onyx Hotel Tour.

Esta é uma lista das canções interpretadas, escritas e produzidas pela artista musical estadunidense Britney Spears. Muitas das canções de Spears foram registras por diversos organismos arquivistas oficiais, como a United States Copryight Office, Broadcast Music Incorporated (BMI) e American Society of Composers, Authors and Publishers (ASCAP). Diversas destas músicas estavam planejadas para entrar em alguns discos da cantora, nomeadamente Blackout e Circus, tais como "911", "Abroad" e "Telephone", com esta última sido gravada por Lady Gaga.
Desde 1999, ano em que Britney lançou seu primeiro projeto de estúdio Baby One More Time, a cantora conta com oito discos de estúdio, que somados com as faixas bônus e com canções contidas em compilações, contam com cento e cinquenta faixas ao todo. Algumas destas canções tiveram a participação especial de Spears, como "Scream & Shout", outras foram lançadas promocionalmente e/ou em virtude de beneficência, como "What's Going On?" e "Ooh La La". Em outros casos, as canções chegaram a ser gravadas e registradas pela gravadora, mas que não chegaram a ser incluídas em nenhum disco de Spears, nomeadamente a versão original de "And Then We Kiss" (que seria incluída no extended play (EP) Chaotic e "(Tell Me) What You're Sippin' On" — ou comumente referida de "Sippin' On" —, que seria incluída no DVD do álbum In the Zone e no disco Blackout; contudo, a versão original da música foi registrada pela gravadora e vazou ilegalmente na internet, mas foi rejeitada em ambos os projetos.

## Era "...Baby One More Time"
| CD ...Baby One More Time 1. ...Baby One More Time 2. (You Drive Me) Crazy 3. Sometimes 4. Soda Pop 5. Born To Make You Happy 6. From The Bottom Of My Broken Heart 7. I Will Be There 8. I Will Still Love You (Feat. Don Filip) 9. Deep In My Heart 10. Thinkin' About You 11. E-Mail My Heart 12. The Beat Goes On B-Sides & Bonus Tracks - … Baby One More Time (Davidson Ospina Radio Mix) - … Baby One More Time (Boy Wunder Radio Mix) - (You Drive Me) Crazy (The Stop Remix!) - Autumn Goodbye - I'll Never Stop Loving You - I'm So Curious | Singles - 1. ...Baby One More Time - 2. Sometimes - 3. (You Drive Me) Crazy (The Stop Remix!) - 4. Born To Make You Happy - 5. From The Bottom Of My Broken Heart Canções não Lançadas - Luv The Hurt Away (Feat. Full Force) |

## Era "Oops!... I Did It Again"
| CD Oops!... I Did It Again 1. Oops!... I Did It Again 2. Stronger 3. Don't Go Knockin on My Door 4. (I Can't Get No) Satisfaction 5. Don't Let Me Be The Last To Know 6. What U See (Is What U Get) 7. Lucky 8. One Kiss From You 9. Where Are You Now 10. Can't Make You Love Me 11. When Your Eyes Say It 12. Dear Diary B-Sides & Bonus Tracks - Girl In The Mirror - You Got It All - Heart - Walk On By | Singles - 1. Oops!... I Did It Again - 2. Stronger - 3. Lucky - 4. Don't Let Me Be The Last To Know Canções não Lançadas - 1. Asking For Trouble |

## Era "Britney"
| CD Britney 1. I'm a Slave 4 U 2. Overprotected 3. Lonely 4. I'm Not a Girl, Not Yet a Woman 5. Boys 6. Anticipating 7. I Love Rock 'n' Roll 8. Cinderella 9. Let Me Be 10. Bombastic Love 11. That's Where You Take Me 12. What It's Like to Be Me (feat. Justin Timberlake) B-Sides & Bonus Tracks - Before the Goodbye - Boys (The Co-Ed Remix) (Feat. Pharrell Williams) - I'm Not a Girl, Not Yet a Woman (Metro Mix) - I'm a Slave 4 U (Thunderpuss Radio Remix) - Intimidated - I Run Away - Overprotected (The DarkChild Remix) - When I Found You | Singles - 1. I'm a Slave 4 U - 2. Overprotected - 3. I'm Not a Girl, Not Yet a Woman - 4. Overprotected (The Darkchild Remix) - 5. I Love Rock'n'Roll - 6. Boys (The Co-Ed Remix) (feat. Pharrell Williams) Singles Promocionais - 1. Anticipating - 2. That's Where You Take Me Canções não Lançadas - 1. Baby Can't You See - 2. Bring Me Home - 3. Can Caper - 4. It's a Small World - 5. She'll Never Be Me - 6. Mystic Man (Dream Within a Dream Tour) - 7. Weakness (Dream Within a Dream Tour) - 8. You Were My Home (Dream Within a Dream Tour) - 9. My Love Was Always There (Dream Within a Dream Tour) - 10. Turn on the Night - 11. When I Say So |

## Era "In The Zone"
| CD In The Zone 1. Me Against The Music (Feat. Madonna) 2. (I Got That) Boom Boom (Feat. Ying Yang Twins) 3. Showdown 4. Breathe on Me 5. Early Mornin' 6. Toxic 7. Outrageous 8. Touch of My Hand 9. The Hook Up 10. Shadow 11. Brave New Girl 12. Everytime B-Sides & Bonus Tracks - The Answer - Don't Hang Up - Girls And Boys - Me Against The Music (Rishi Rich's Desi Remix) (Feat. Madonna) | Singles - 1. Me Against The Music (Feat. Madonna) - 2. Toxic - 3. Everytime - 4. Outrageous Singles Promocionais - 1. Breathe on Me - 2. Touch of My Hand - 3. (I Got That) Boom Boom Canções não Lançadas - 1. Conscious - 2. Free - 3. Get It - 4. Graffiti My Soul - 5. Hollow - 6. Instant Déjà Vu - 7. Sacred - 8. Shadow [Versão em Espanhol] - 9. Shine - 10. Stay - 11. Look Who's Talking Now - 12. Strangest Love |

## Era Greatest Hits: My Prerogative
| CD Greatest Hits: My Prerogative 1. My Prerogative 2. Toxic 3. I'm a Slave 4 U 4. Oops!... I Did It Again 5. Me Against The Music (Feat. Madonna) 6. Stronger 7. Everytime 8. ...Baby One More Time 9. (You Drive Me) Crazy (The Stop Remix!) 10. Boys (The Co-Ed Remix) (Feat. Pharrell) 11. Sometimes 12. Overprotected 13. Lucky 14. Outrageous 15. Born To Make You Happy 16. I Love Rock 'n' Roll 17. I'm Not a Girl, Not Yet a Woman 18. I've Just Begun (Having My Fun) 19. Do Somethin' B-Sides & Bonus Tracks - Don't Let Me Be The Last To Know - Toxic [Armand Van Helden Remix Edit] - Everytime [Hi-Bias Radio Remix] - Breathe on Me [Jacques Lu Cont Mix] - Outrageous [Junkie Xl's Dancehall Mix] - Stronger [Miguel "Migs" Vocal Mix] - I'm a Slave 4 U [Thunderpuss Club Mix] - Chris Cox Megamix | Singles - 1. My Prerogative - 2. Do Somethin' Single Promocional - 1. Chris Cox Megamix Canções não Lançadas - 1. Giving It Up For love - 2. Like I'm Falling - 3. Money Love and Happiness - 4. Ouch - 5. Take Off |

## Era B in the Mix: The Remixes
| CD B in the Mix: The Remixes 1. Toxic (Peter Rauhofer Reconstruction Mix) 2. Me Against The Music (Justice Remix) 3. Touch My Hand (Bill Hamel Remix) 4. Breathe On Me (Jacques Lu Cont's Thin White Duke Mix) 5. I'm A Slave 4 U (Dave Aude Slave Driver Mix) 6. And Then We Kiss (Junkie XL Remix) 7. Everytime (Valentin Remix) 8. Early Mornin' (Jason Nevins Remix) 9. Someday (I Will Understand) (Hi-Bias Signature Radio Remix) 10. Baby One More Time (Davidson Ospina 2005 Remix) 11. Don't Let Me Be The Last To Know (Hex Hector Club Mix) (Edit) B-Sides & Bonus Tracks - Stronger [Mac Quayle Mixshow Edit] - I'm Not a Girl, Not Yet a Woman <[Metro Mix] - Someday (I Will Understand) [feat. MCU] [Gota Remix] - Toxic [Peter Rauhofer Reconstruction Mix Radio Edit] - I'm a Slave 4 U [Dave Audé Slave Driver Extended Mix] | Single Promocional - 1. And Then We Kiss (Vinil) |

## Era CD/DVD Britney & Kevin: Chaotic
| CD/DVD Britney & Kevin: Chaotic 1. Chaotic 2. Someday (I Will Understand) 3. Mona Lisa B-Sides & Bonus Tracks 1. Over To You Now 2. Someday (I Will Understand) (Hi-Bias Signature Radio Remix) | Singles - 1. Someday (I Will Understand) Canções não lançadas - 1. And Then We Kiss (Versão Original) |

## Era "Blackout"
| CD Blackout 1. Gimme More 2. Piece of Me 3. Radar 4. Break the Ice 5. Heaven on Earth 6. Get Naked (I Got a Plan) 7. Freakshow 8. Toy Soldier 9. Hot as Ice 10. Ooh Ooh Baby 11. Perfect Lover 12. Why Should I Be Sad B-Sides & Bonus Tracks - Everybody - Get Back - Outta This World - Gimme More (Paul Oakenfold Remix) (iTunes and Japan) - Gimme More (Juke XL Dub) (iTunes and Japan) - Gimme More (Stone Bridge Dub Mix) (iTunes Italy and Switzerlad) | Singles - 1. Gimme More - 2. Piece of Me - 3. Break the Ice Singles Promocionais - 1. Radar - 2. Ooh Ooh Baby - 3. Toy Soldier Canções não Lançadas - 1. 911 - 2. All The Way - 3. Beautiful Night - 4. Boyfriend - 5. Crucify Me - 6. Cry (ou Tear) - 7. Downtown - 8. Dramatic - 9. Grow - 8. Guilty - 9. Just Let Me Go - 10. Hooked On - 11. Love - 12. Motherlove - 13. One Of A Kind - 14. Pull Out - 15. State Of Grace - 16. Rebellion - 17. Red Carpet - 18. Somewhere - 19. Just Yesterday - 20. Hooked On (ou Sugarfall) - 21. To Love, Let Go - 22. Kiss You All Over - 23. Welcome To Me - 24. When U Gon Pull It (ou Pull Out) - 25. Who Can She Trust - 26. Baby Boy - 27. All That She Wants - 28. Dramatic - 29. Come And Get Me - 30. Abroad - 31. Tell Me What You're Sippin' On - 32. Red Hot Lipstick |

## Era "Circus"
| CD Circus 1. Womanizer 2. Circus 3. Out From Under 4. Kill The Lights 5. Shattered Glass 6. If U Seek Amy 7. Unusual You 8. Blur 9. Mmm Papi 10. Mannequin 11. Lace and Leather 12. My Baby B-Sides & Bonus Track - Radar - Rock Me In - Phonography - Amnesia - Quicksand - Trouble - Rock Boy | Singles - 1. Womanizer - 2. Circus - 3. If U Seek Amy - 4. Radar - 5. Unusual You Singles Promocionais - 1. Kill the Lights Canções não Lançadas - 1. Follow My Fingers - 2. Look Who's Talking - 3. Take The Bait - 4. Telephone - 5. This Kiss - 6. Whiplash |

## Era "The Singles Collection"
| CD "The Singles Collection Standard Edition" 1. 3 2. ...Baby One More Time 3. (You Drive Me) Crazy (The Stop Remix!) 4. Born To Make You Happy 5. Oops!...I Did It Again 6. Stronger 7. I'm a Slave 4 U 8. I'm Not a Girl, Not Yet a Woman 9. Boys (The Co-Ed Remix) (com Pharrell Williams) 10. Me Against the Music (com Madonna) 11. Toxic 12. Everytime 13. Gimme More 14. Piece Of Me 15. Womanizer 16. Circus 17. If U Seek Amy 18. Radar CD/DVD "The Singles Collection International Edition" CD: Todas as faixas da versão Standart + "I'm Not a Girl, Not Yet a Woman" DVD:' Vídeo de todas as faixas da versão Standart, exceto: "Boys (The Co-Ed Remix) (com Pharrell Williams" e "3" BOX + DVD (Ultimate Fan Collection) "The Singles Collection" CDs Singles: Todas as faixas da versão internacional + "Sometimes", "From the Bottom of My Broken Heart", "Lucky", "Don't Let Me Be the Last to Know", "Overprotected", "I Love Rock 'n Roll", "Outrageous", "My Prerogative, "Do Somethin'", "Someday (I Will Understand)" e "Break the Ice" CDs Singles - Bonus Track: "Autumn Goodbye", "I'm So Curious", "I'll Never Stop Loving You", "Thinkin' About You", "Deep In My Heart", "Heart", "Walk On By", "Intimidated", "I Run Away", "Mona Lisa" e "Everybody" CD Singles - Remixes: "Born To Make You Happy (Kristian Lundin Bonus Remix)", "Don't Let Me Be The Last To Know (Hex Hector Radio Mix)", "Overprotected (The Darkchild Remix)", "I'm Not A Girl, Not Yet A Woman - Metro Remix", "Me Against the Music (Passengerz vs. The Club Remix)", "Toxic (Bloodshy & Avant's Intoxicated Remix)", "Everytime (Above & Beyond Club Mix)", "Outrageous (Junkie XL's Dancehall Mix)", "My Prerogative (Armand Van Helden Remix)", "Do Somethin' (Thick Vocal Mix)", "Gimme More (Paul Oakenfold Remix)", "Piece of Me (Bloodshy & Avant's Boz O lo Remix)", "Womanizer (Kaskade Club Mix), "Circus (Tom Neville's Ring Leader Mix)", "If U Seek Amy (Crookers Remix)", "Radar (Bloodshy & Avant Remix) e "3 (Groove Police Club Mix)" DVD: Vídeo de todas as faixas da versão Standart exceto: "Boys (The Co-Ed Remix) (com [Pharrell Williams])" e "3" + os vídeos de: "I'm Not A Girl, Not Yet A Woman", "Sometimes", "From the Bottom of My Broken Heart", "Lucky", "Don't Let Me Be the Last to Know", "Overprotected", "I Love Rock 'N' Roll", "Outrageous", "My Prerogative, "Do Somethin'", "Someday (I Will Understand)" e "Break the Ice" BOX + DVD (Ultimate Fan Collection) "The Singles Collection D2C Version - Britney.Com Exclusive Edition" Todo o conteúdo do "BOX + DVD (Ultimate Fan Collection) - The Singles Collection" incluindo o Vídeo do Single "3" | Single - 1. 3 Canções não Lançadas - 1. It's All In The Game |

## Era "Femme Fatale"
| Músicas - 1.Till The World Ends - 2.Hold It Against Me - 3.Inside Out - 4.I Wanna Go - 5.How I Roll - 6.(Drop Dead) Beautiful (Feat. Sabi) - 7.Seal It With A Kiss - 8.Big Fat Bass (Feat. Will.I.Am) - 9.Trouble for Me - 10.Trip to Your Heart - 11.Gasoline - 12.Criminal Bônus (Deluxe) - 13.Up N' Down - 14.He About to Lose Me - 15.Selfish - 16.Don’t Keep Me Waiting Bônus (Deluxe - Japão) - 17.Scary | Singles - 1.Hold It Against Me - 2.Till The World Ends - 3.I Wanna Go - 4.Criminal Músicas Não Lançadas - 1.Antidote - 2.Every Day - 3.Fed-Ex - 4.Femme Fatality - 5.Insane - 6.Pleasure You (feat. Don Philip) - 7.Poison - 8.Tear the Club Up - 9.Unbroken |

## EraBritney Jean
- 1. Alien
- 2. Work Bitch
- 3. Perfume
- 4. It Should Be Easy (Feat. Will.I.Am)
- 5. Tik Tik Boom (Feat. T.I.)
- 6. Body Ache
- 7. Til It's Gone
- 8. Passenger
- 9. Chillin' With You
- 10. Don't Cry
- Bônus (Deluxe)
- 11. Brightest Morning Star
- 12. Hold On Tight
- 13. Now That I Found You
- 14. Perfume (The Dreaming Mix)

Singles
- 1. Work Bitch
- 2. Perfume

Músicas Não Lançadas
- Cocaine
- Plastic
- I'll Remember You
- Feel Me Up
- Lips